# Кагасі
Кага́сі (рос. Кагаси, чув. Какаç) — присілок у складі Аліковського району Чувашії, Росія. Входить до складу Чувасько-Сорминського сільського поселення.
Населення — 125 осіб (2010; 143 у 2002).
Національний склад:
- чуваші — 100 %